# Berlin International Gaming
Berlin International Gaming (BIG) ist ein am 2. Januar 2017 gegründeter deutscher E-Sport-Clan mit Spielern in momentan sechs verschiedenen Spielen. Der Clan bestand bei seiner Gründung nur aus einem Counter-Strike: Global Offensive-Team, begann jedoch ab 13. Oktober 2017 weitere Spiele in sein Portfolio aufzunehmen.
Nach einer langen Zeit der rein internationalen Ausrichtung kündigte man Ende 2019 an, wieder an der deutschen Meisterschaft in CS:GO teilnehmen zu wollen. In den Jahren 2018 und 2019 konnte die Organisation den Award Bestes Team national der deutschen CS:GO-Szeneseite 99damage gewinnen. Im Sommer 2020 erreichte man Platz 1 der HLTV-Weltrangliste. Das CS:GO-Team wurde von der Szeneseite 99damage zum deutschen Team des Jahres 2020 gekürt.
Das League of Legends Team konnte mit der Pro Division der Prime League mehrmals die höchste Spielklasse im deutschsprachigen Raum gewinnen, zuletzt im Finale gegen Penta Sports im Sommer Split 2021.

## Aktuelle Spieler

### Counter-Strike 2
(Stand: 16. Juli 2025)
- Johannes „tabseN“ Wodarz (Captain)
- Karim „Krimbo“ Moussa
- Jon „JDC“ de Castro[16]
- Can „kyuubi“ Ali[17]
- Marcel „hyped“ Köhn[17]
- Robin „ScrunK“ Röpke (Coach)[18]

#### Academy Team
(Stand: 16. Juli 2025)
- David „Prosus“ Hesse
- Lukas „FreeZe“ Hegmann
- Phillip „w1dow“ Hemke
- Egzon „xonn1k“ Behluli
- Dmytro „NaYz“ Khylchuk

#### Female Team (BIG Equipa)
(Stand: 12. Januar 2025)
- Ana „Zana“ Queiroz
- Jennifer Irina Brea „JennyR“ Rodriguez
- Paulie „pauliiee“ Barazani
- Jonathan „MusambaN1“ Torrent (Coach)

### League of Legends
(Stand: 13. Januar 2025)
- Francesco "Shelfmade" Cardia (Top)
- Dimitar "Lebron" Kostadinov (Jungle)
- Oliver "Dajor" Ryppa (Mid)
- Louis "Bean" Joscha Schmitz (ADC)
- Dino "LIMIT" Tot (Sup)

### Trackmania
(Stand: 6. März 2024)
- Dennis „Massa“ Lotze
- Nico „GranaDy“ Gyarmati[24]

### Fortnite
- Lycian "Kiduoo" Lubelt (seit April 2024) [25]
- Christian "Fray" Hennig (seit Mai 2024)[26]
- Taylor-Petrik "vic0" Gatschelhofer (seit Januar 2025) [27]
- Kendrick "Gripey" Ditze (seit Februar 2025)[28]
- "Darm" (seit April 2025) [29]
- "Volko" (seit Juli 2025)[30]
- "Shark" (seit Juli 2025)[31]

## Ehemalige Spieler

### Counter-Strike – Global Offensive
(Stand: 12. Januar 2025)
- Tizian „tiziaN“ Feldbusch
- Niklas „gade“ Gade
- İsmailcan „Xantares“ Dörtkardeş
- Kevin „keev“ Bartholomäus
- Owen „smooya“ Butterfield
- Niels „luckeRRR“ Jasiek
- Christopher „PREET“ Glaser
- Denis „denis“ Howell
- Fatih „gob b“ Dayik
- Johannes „nex“ Maget
- Josef „faveN“ Baumann
- Rigon „rigoN“ Gashi
- Florian „syrsoN“ Rische
- Nils „k1to“ Gruhne

#### Academy Team
- Markus „Anhuin“ Paeseler
- Lukas „HadeZ“ Meier
- Max „PANIX“ Hangebruch
- David „prosus“ Hesse
- Karim „Krimbo“ Moussa
- Thierry „Sanshine“ Müller
- Christian „LapeX“ Preuß
- Alex „Duublex“ Fominych
- Tom-Niklas „Sw1ft“ Ruhnke
- Tim „Tazmin“ Maier

### League of Legends
(Stand: 21. Januar 2019)
- Janik „JNX“[36] Bartels
- Calle „Dragane“ Dargren
- Richard „Nightmares“ Gielisse
- Nils „Hammann“ Hammann
- Juho „NilleNalley“ Janhunen
- Markus „Acidy“ Käpp
- Muhammed „Agurin“ Kocak
- Luciana „AngelArcher“ Nadrag (Coach)
- Brayan „Kruimel“ Van Oosten
- Tobias „Dreamer Ace“ Schreckeneder
- Floris „Vamir“ Tuijn (Coach)

- Dirk „ZaZee“ Mallner
- Tim „Keduii“ Willers
- Iwan „Venour“ Skorikov
- Jackson „Pabu“ Pavone
- Ricardo „Quicktimer“ Schipper
- Danush „Arvindir“ Fischer (Coach)

### PlayerUnknown’s Battlegrounds
(Stand: 17. Oktober 2018)
- Antonin „TONI SOSA“ Bernhardt
- Daniel „Hayz“ Heaysman
- George „HudzG“ Hoskins
- Ryan „fake“ Kirkpatrick
- Darren „DaZFPS“ Rourke
- Karolis „ezys“ Simovičius

### Valorant
(Stand: 11. April 2023)
- Alexander „Ultimate“ Pauls
- Michele „zonixx“ Köhler
- Alexander „alexRr“ Frisch
- Valentin „bishop“ Canepa
- Ceyhun „AslaN“ Aslan
- Nico „Obnoks“ Garczarczyk
- Niels „luckeRRR“ Jasiek
- Alessio „musashi“ Xhaferi
- Karel „Twisten“ Ašenbrener

### Tekken
(Stand: 25. Juni 2025)
- Arja „Sephiblack“ Gamoori

### Quake
(Stand: 25. Juni 2025)
- Marcel „k1llsen“ Paul

### Starcraft 2
(Stand: 25. Juni 2025)
- Tobias „ShoWTimE“ Sieber

## Erfolge (Auszug)

### Counter-Strike: Global Offensive
| Datum     | Platz   | Turnier                               | Preisgeld |
| --------- | ------- | ------------------------------------- | --------- |
| Jan. 2017 | 2.      | DreamHack ASTRO Open Leipzig 2017     | 020.000 $ |
| Mai 2017  | 1.      | ESL Frühlingsmeisterschaft 2017       | 08.800 $  |
| Mai 2017  | 2.      | ESEA Season 24 MDL Global Challenge   | 010.000 $ |
| Juni 2017 | 1.      | Europe Minor – PGL Major: Kraków 2017 | 030.000 $ |
| Juni 2017 | 5. – 8. | PGL Major: Kraków 2017                | 035.000 $ |
| Okt. 2017 | 2.      | DreamHack Open Denver 2017            | 020.000 $ |
| Mai 2018  | 1.      | ESEA Season 27 MDL Global Challenge   | 018.000 $ |
| Juli 2018 | 2.      | ESL One Cologne 2018                  | 050.000 $ |
| Sep. 2018 | 5. – 8. | Faceit Major: London 2018             | 035.000 $ |
| Dez. 2018 | 3.      | SuperNova CS:GO Malta                 | 015.000 $ |
| Jan. 2019 | 3.      | ELEAGUE CS:GO Invitational 2019       | 020.000 $ |
| Jan. 2020 | 1.      | DreamHack Open Leipzig 2020           | 050.000 $ |
| Apr. 2020 | 1.      | Home Sweet Home Cup Week 1            | 030.000 $ |
| Apr. 2020 | 1.      | Home Sweet Home Cup Week 2            | 030.000 $ |
| Juni 2020 | 1.      | DreamHack Masters Spring 2020: Europe | 054.000 $ |
| Juli 2020 | 1.      | cs_summit #6                          | 034.000 $ |
| Aug. 2020 | 1.      | DreamHack Open Summer 2020            | 035.000 $ |
| Okt. 2020 | 5. – 6. | ESL Pro League Season 12: Europe      | 031.500 $ |
| Dez. 2020 | 5. – 6. | Flashpoint Season 2                   | 035.000 $ |
| Dez. 2020 | 3.      | BLAST Premier: Fall 2020              | 040.000 $ |
| Dez. 2020 | 3. – 4. | IEM Season XV – Global Challenge      | 031.000 $ |
| Apr. 2021 | 1.      | Funspark ULTI 2020                    | 150.000 $ |
| Nov. 2021 | 2.      | DreamHack Open November 2021          | 020.000 $ |
| Jun. 2022 | 1.      | Roobet Cup 2022                       | 150.000 $ |